# Nationaal park Archipel
Het nationaal park Archipel (Zweeds: Skärgårdshavets nationalpark/ Fins: Saaristomeren kansallispuisto) is een Fins nationaal park dat gelegen is in de Scherenzee, op het grondgebied van de gemeenten Dragsfjärd, Nagu, Korpo en Houtskär in de provincie West-Finland. Het ontstond in 1983 en heeft een oppervlakte van 500 km². Sinds 1994 vormt het de kern van het door de Unesco gepatroneerde Archipelago Sea Biosphere Reserve.

## Ontstaan
De archipel ontstond tijdens de laatste ijstijd. Jaarlijks stijgt het land met 4 mm., als gevolg van de postglaciale opheffing. Tijdens de prehistorie was het gebied de jacht- en visgrond van jagers en vissers op het vasteland. De eerste vaste nederzettingen op de eilanden dateren van 1000 jaar geleden toen Finssprekende landbouwers van het vasteland er zich vestigden. In de daaropvolgende eeuwen werden ze verdreven door Zweedssprekenden die uit het westen kwamen. Ook vandaag nog is Zweeds de overheersende taal in het gebied van de Finse archipel.

## Kenmerken
Duizend jaar menselijke aanwezigheid heeft zijn sporen achtergelaten: een landbouw die in zijn eigen behoeften voorzag en een mild klimaat verleenden de eilanden een specifieke levensstijl. Tegenwoordig vindt men er natte en droge weiden, en hooilanden die dreigen overgroeid te worden. Ze vormen de natuurlijke omgeving voor vele dieren en planten. Een paar honderd schapen en wat vee helpen het landschap te bewaren zoals het eruitzag toen men jacht en landbouw uitsluitend bedreef om te overleven.
De traditie wil dat de bewoners van deze archipel bedreven plunderaars van wrakken waren. Schepen werden op de klippen gelokt met misleidende vuursignalen waarna de bemanning werd gedood of als slaaf gebruikt. Gustaaf I van Zweden (1496-1560) stuurde een leger naar de archipel. Op het eiland Jurmo werd iedereen vermoord en alles platgebrand, ook het naaldbos. Een boom overleefde de ramp en zijn grillige vormen kunnen vandaag nog bewonderd worden op de zuidpunt van het eiland.
Het vast gesteente is twee miljoen jaar oud en culmineert in de 41 meter hoge Högland klip in Dragsfjärd. Tienduizend jaar geleden drukte de ijstijd zijn stempel op het landschap door afzetting van de derde zijwaartse Salpausselkä-morene die het gebied doorkruist.
Zandduinen en kiezelstranden, bossen van grove den, kalkhoudende gronden met schelpgruis, gladde door het ijs afgeslepen riffen vormen naast de graslanden het landschap. De eilanden waren vroeger broedplaats voor talrijke op de grond broedende zeevogels. De aantallen zijn echter drastisch verminderd sinds nertsen, die uit pelskwekerijen wisten te ontsnappen, op de eilanden in het wild leven.

## Fauna en Flora
Volgende soorten komen er veelvuldig voor:
- Bloedooievaarsbek Geranium sanguineum
- Zwarte apollovlinder Parnassius mnemosyne
- Grote zee-eend Melanitta fusca
- Middelste zaagbek Mergus serrator
- Zeearend Haliaeetus albicilla
- Baltische mantelmeeuw Larus fuscus fuscus
- Reuzenstern Sterna caspia
- Gewone alk Alca torda
- Sperwergrasmus Sylvia nisoria
- Amerikaanse nerts Mustela vison

## Bereikbaarheid
De archipel is alleen per boot bereikbaar.
Het bezoekerscentrum Blåmusslan te Kasnäs, in het zuiden van Dragsfjärd, is bereikbaar via rijksweg 52 van Salo naar het zuiden tot Perniö en vervolgens via  weg 183 naar het westen via Kimito naar Kasnäs. Er zijn busverbindingen met Turku, Salo en Helsinki.